# 粗齿小檗
粗齿小檗（学名：Berberis multiserrata）是小檗科小檗属的植物，为中国的特有植物。分布在中国大陆的西藏等地，生长于海拔3,100米至3,900米的地区，多生于针阔混交林和冷杉林下，目前尚未由人工引种栽培。